# 진보라
진보라(陳珤羅, 1987년 11월 14일 ~ )는 대한민국의 재즈 피아니스트이다. 애니밴드의 구성원으로 활동하였다.

## 학력
- 서울재즈아카데미 피아노과

## 데뷔
진보라는 3세 때 피아노, 5세 때 바이올린, 10세 때 장구 등을 배우기 시작하였다. 2001년 10월 재즈에 입문하여 2002년 9월 16세에 서울 재즈 아카데미 재즈 피아노과를 졸업한 후 재즈 피아니스트의 길을 걷기 시작하였으며, 2001년 12월 한전 아츠풀 센터 재즈 콩쿨에서 피아노 부분 1위를 차지하였다.
2002년 한전 아츠 풀 연주를 시작으로 예술의 전당, 세종문화회관, 대전예술의전당, 부산문화회관, 소리 문화의 전당 등 국내 주요 공연장에서 매년 15회 이상의 정기공연을 가졌으며, 태백시 철암 콜 페스티벌, 춘천 마임 축제, 광주 국제 영화제, 아시아나 국제 단편 영화제, 프랑스 대사관 Rendez-vous de Seoul, 화성문화재단 “Fall in Fall”, Space Korea, Sparkling Korea, 광주 비엔날레 개막식 퍼포먼스, 한·중·일 문화부 장관 회의 개막연주 등 주요 문화행사에 참여하고 있다.
또한 클래식 오디세이를 비롯한 KBS1, KBS2, MBC, SBS 등 국내 공중파 방송의 음악전문 프로그램, 교양·문화 프로그램과 주요 일간지 및 잡지에 매년 각각 20회 이상 출연하고 있다. 그리고 뮤지컬, 영화, 모델, 음악방송 MC 등의 활동도 병행하고 있다.

## 에피소드
진보라는 국악 및 Jazz와 제3세계 민속음악의 접목(Ethnic Jazz)을 통해 나이와 인종을 초월하여 즐길 수 있는 독특한 음악을 만들기 위해 단독공연 외에도 외국 재즈 악단, 한국 국악 연주자, 인도 라가 음악가, 티베트 명상음악가, 클래식 연주자, 남미 퍼커션 연주자, 한국 대중음악가 등과의 협연을 활발히 펼치고 있다. 이것은 연주 음악의 대중화를 위한 다각적인 활동의 일환이며, 지금은 더욱 다양한 문화 체득을 위한 외국 연주 유학을 준비 중이다.
또한 종합 공연 예술(Holistic Performing Arts)을 지향하여 대중과 총체적인 교감을 하기 위한 작곡과 즉흥연주에 치중하고 있으며, 국악과 재즈를 접목한 “보라표 재즈 (Korean Ethnic Jazz)”를 대중에게 알리는 데 힘쓰고 있다.

## 작곡 및 편곡
작곡
- 비오는 날 아침
- 사막의 폭풍
- 소풍 가는 날
- 냉면
- 뭉게 구름
- 나른한 오후
- Silent Dancing of Wild Flowers
- 흑백사진
- The First Date
- Go Go Gadget
- Mario in Blues Land
- REAL Tango
- Bye bye Love
- When Bora meet Mr. Peterson
- Soul Me

외 등등
편곡
- 아리랑_세계는 하나
- 봄을 준비하는 가을 낙엽
- 사랑의 인사
- Besame Mucho
- 아리랑 for the Festival
- Summer Time at This Place
- 몽금포 타령
- 뱃노래
- 도라지
- 섬집 아기
- 옹달샘
- 새야 새야 파랑새야
- 울밑에 피어난 봉선화
- 쾌지나 칭칭 나네

외 등등

## 기타 활동
의류
2010년 4월부터 (주)에이피엠코리아와 공동으로 온라인 쇼핑몰인 'MoDN,(모든)'을 론칭, 의류 사업을 병행하고 있으며, 일부 라인에서는 스타일리스트와 피팅 모델을 직접 담당하고 있다.
기획
또한 다수의 브랜드 프로모션 비디오를 직접 기획, 제작하는 등 콘텐츠 기획자로도 참여 중이다.
드라마
- 《밀회》 (JTBC, 2014년) - 정유라 역

방송
- KBS 《어린이 음악회》
- OBS 《문화전쟁》
- Mnet 《체크 잇 걸》
- KBS2 《해피선데이 - 2008 스쿨림픽》
- KBS2 《개구쟁이 음악회》진행
- KBS2 《2TV 아침》 KBS 장웅 아나운서 윤수영 아나운서와 함께 진행
- SBS 《강심장》
- 손바닥TV 《손바닥 이슈 밤》
- EBS 《EBS 라디오 [경청]》
- tvN 《고성국의 빨간 의자 - 2013》
- KBS 《나를 따르라》
- KBS2 《해피투게더 3》
- KBS2 《1 대 100》
- JTBC 《김제동의 톡투유 - 걱정 말아요! 그대》

영화
- 《사랑의 Piano Forte》

CF
- 삼성 애니콜

홍보대사
- 문화체육관광부
- 한국관광공사 Sparkling
- 대구 Jazz Festival
- 한국매니페스토실천본부
- 한국시니어연합회
- 2009.11 희망방송

## 뮤직 비디오
- 2009 이수영 - 내이름 부르지마
- 2011 포맨 - 살다가 한번쯤

## 수상
- 2001 한전 아트풀센터 재즈콩쿨 피아노부문 1위
- 2001 서울종합예술원 콩쿨 재즈부문 1위